# Ильмаковка
Ильмако́вка — село в Анучинском районе Приморского края. Входит в состав Виноградовского сельского поселения.

## География
Село Ильмаковка стоит на левом берегу реки Арсеньевка.
Село Ильмаковка расположено на автодороге, идущей на юг от автотрассы Осиновка — Рудная Пристань (между Нововарваровкой и Орловкой), расстояние до трассы около 30 км, до райцентра Анучино около 35 км.
К северу от Ильмаковки расположено село Виноградовка, к югу — посёлок Весёлый.

## Население
| 2001 | 2002 | 2010 |
| ---- | ---- | ---- |
| 201  | ↘167 | ↘131 |

## Улицы
В селе имеются две улицы: Подгорная и Центральная.

## Экономика
Сельскохозяйственные предприятия Анучинского района.